# Coupe des champions de rink hockey 1991-1992
Navigation
Coupe des champions 1990-1991 Coupe des champions 1992-1993
La Coupe des champions de rink hockey 1991-1992 est la 27e édition de la plus importante compétition européenne de rink hockey entre équipes de club. La compétition est remportée par le HC Liceo qui devient champion d'Europe des clubs pour la troisième fois.

## Déroulement
Cette édition 1991-1992 se déroule en matchs à éliminations directe avec une phase finale commençant par des quarts de finale. Chaque tour est joué en matchs aller et retour. L'équipe la meilleure sur le score cumulé des deux matchs est qualifiée pour le tour suivant.

## Équipes qualifiées
| 1991-1992          |
| ------------------ |
| HC Liceo           |
| FC Porto           |
| OC Barcelos        |
| ASD Seregno Hockey |
| SCRA Saint Omer    |
| SC Thunerstern     |
| RESG Walsum        |
| Kurink HC          |

## Phase finale
|  | Quarts de finale   | Quarts de finale   | Quarts de finale       | Quarts de finale   |                    |                    | Demi-finales           | Demi-finales           | Demi-finales           | Demi-finales           |  |  | Finale            | Finale            | Finale            | Finale            |
|  |                    |                    |                        |                    |                    |                    |                        |                        |                        |                        |  |  |                   |                   |                   |                   |
|  | 21 et 29 mars 1992 | 21 et 29 mars 1992 | 21 et 29 mars 1992     | 21 et 29 mars 1992 |                    |                    | 11 avril et 2 mai 1992 | 11 avril et 2 mai 1992 | 11 avril et 2 mai 1992 | 11 avril et 2 mai 1992 |  |  | 16 et 23 mai 1992 | 16 et 23 mai 1992 | 16 et 23 mai 1992 | 16 et 23 mai 1992 |
|  | 21 et 29 mars 1992 | 21 et 29 mars 1992 | 21 et 29 mars 1992     | 21 et 29 mars 1992 |                    |                    | 11 avril et 2 mai 1992 | 11 avril et 2 mai 1992 | 11 avril et 2 mai 1992 | 11 avril et 2 mai 1992 |  |  | 16 et 23 mai 1992 | 16 et 23 mai 1992 | 16 et 23 mai 1992 | 16 et 23 mai 1992 |
|  | ASD Seregno Hockey | ASD Seregno Hockey | 9                      | 7                  |                    |                    | 11 avril et 2 mai 1992 | 11 avril et 2 mai 1992 | 11 avril et 2 mai 1992 | 11 avril et 2 mai 1992 |  |  | 16 et 23 mai 1992 | 16 et 23 mai 1992 | 16 et 23 mai 1992 | 16 et 23 mai 1992 |
|  | ASD Seregno Hockey | ASD Seregno Hockey | 9                      | 7                  |                    |                    | 11 avril et 2 mai 1992 | 11 avril et 2 mai 1992 | 11 avril et 2 mai 1992 | 11 avril et 2 mai 1992 |  |  | 16 et 23 mai 1992 | 16 et 23 mai 1992 | 16 et 23 mai 1992 | 16 et 23 mai 1992 |
|  | RESG Walsum        | RESG Walsum        | 2                      | 6                  |                    |                    | 11 avril et 2 mai 1992 | 11 avril et 2 mai 1992 | 11 avril et 2 mai 1992 | 11 avril et 2 mai 1992 |  |  | 16 et 23 mai 1992 | 16 et 23 mai 1992 | 16 et 23 mai 1992 | 16 et 23 mai 1992 |
|  | RESG Walsum        | RESG Walsum        | 2                      | 6                  | ASD Seregno Hockey | ASD Seregno Hockey | 6                      | 2                      |                        |                        |  |  | 16 et 23 mai 1992 | 16 et 23 mai 1992 | 16 et 23 mai 1992 | 16 et 23 mai 1992 |
|  | 21 et 29 mars 1992 |                    |                        |                    | ASD Seregno Hockey | ASD Seregno Hockey | 6                      | 2                      |                        |                        |  |  | 16 et 23 mai 1992 | 16 et 23 mai 1992 | 16 et 23 mai 1992 | 16 et 23 mai 1992 |
|  |                    |                    | OC Barcelos            | OC Barcelos        | 3                  | 3                  |                        |                        |                        |                        |  |  | 16 et 23 mai 1992 | 16 et 23 mai 1992 | 16 et 23 mai 1992 | 16 et 23 mai 1992 |
|  | Kurink HC          | Kurink HC          | OC Barcelos            | OC Barcelos        | 3                  | 3                  | 5                      | 5                      |                        |                        |  |  | 16 et 23 mai 1992 | 16 et 23 mai 1992 | 16 et 23 mai 1992 | 16 et 23 mai 1992 |
|  | Kurink HC          | Kurink HC          | 11 avril et 2 mai 1992 |                    |                    |                    | 5                      | 5                      |                        |                        |  |  | 16 et 23 mai 1992 | 16 et 23 mai 1992 | 16 et 23 mai 1992 | 16 et 23 mai 1992 |
|  | OC Barcelos        | OC Barcelos        | 7                      | 12                 |                    |                    |                        |                        |                        |                        |  |  | 16 et 23 mai 1992 | 16 et 23 mai 1992 | 16 et 23 mai 1992 | 16 et 23 mai 1992 |
|  | OC Barcelos        | OC Barcelos        | 7                      | 12                 | ASD Seregno Hockey | ASD Seregno Hockey | 6                      | 2                      |                        |                        |  |  |                   |                   |                   |                   |
|  | 21 et 29 mars 1992 |                    |                        |                    | ASD Seregno Hockey | ASD Seregno Hockey | 6                      | 2                      |                        |                        |  |  |                   |                   |                   |                   |
|  |                    |                    | HC Liceo               | HC Liceo           | 7                  | 2                  |                        |                        |                        |                        |  |  |                   |                   |                   |                   |
|  | SCRA Saint Omer    | SCRA Saint Omer    | HC Liceo               | HC Liceo           | 7                  | 2                  | 2                      | 3                      |                        |                        |  |  |                   |                   |                   |                   |
|  | SCRA Saint Omer    | SCRA Saint Omer    |                        |                    |                    |                    |                        |                        |                        |                        |  |  |                   |                   |                   |                   |
|  | FC Porto           | FC Porto           | 5                      | 14                 |                    |                    |                        |                        |                        |                        |  |  |                   |                   |                   |                   |
|  | FC Porto           | FC Porto           | 5                      | 14                 | FC Porto           | FC Porto           | 4                      | 2                      |                        |                        |  |  |                   |                   |                   |                   |
|  | 21 et 29 mars 1992 |                    |                        |                    | FC Porto           | FC Porto           | 4                      | 2                      |                        |                        |  |  |                   |                   |                   |                   |
|  |                    |                    | HC Liceo               | HC Liceo           | 5                  | 5                  |                        |                        |                        |                        |  |  |                   |                   |                   |                   |
|  | SC Thunerstern     | SC Thunerstern     | HC Liceo               | HC Liceo           | 5                  | 5                  | 3                      | 1                      |                        |                        |  |  |                   |                   |                   |                   |
|  | SC Thunerstern     | SC Thunerstern     |                        |                    |                    |                    |                        | 1                      |                        |                        |  |  |                   |                   |                   |                   |
|  | HC Liceo           | HC Liceo           | 8                      | 9                  |                    |                    |                        |                        |                        |                        |  |  |                   |                   |                   |                   |
|  | HC Liceo           | HC Liceo           | 8                      | 9                  |                    |                    |                        |                        |                        |                        |  |  |                   |                   |                   |                   |
|  |                    |                    |                        |                    |                    |                    |                        |                        |                        |                        |  |  |                   |                   |                   |                   |

( ) = Tirs au but; [ ] = Match d'appui; ap = Après prolongation; e = Victoire grâce aux buts marqués à l'extérieur; f = Victoire par forfait
| Ligue des champions 91-92 Vainqueur |
| ----------------------------------- |
|                                     |
| HC Liceo (3e titre)                 |